# Evrenozovo
Evrenozovo (Bulgaars: Евренозово) is een dorp in het oosten van Bulgarije. Het dorp is gelegen in de gemeente Malko Tarnovo, oblast Boergas. De afstand naar Boergas is hemelsbreed 42 km, terwijl de hoofdstad Sofia op 335 km afstand ligt. 

## Bevolking
Op 31 december 2019 werden er 27 inwoners geregistreerd door het Nationaal Statistisch Instituut van Bulgarije, een daling vergeleken met het maximum van 569 personen in 1934.
|  |

Van de 46 inwoners reageerden er 17 op de optionele volkstelling van 2011. Alle respondenten identificeerden zichzelf als etnische Bulgaren (100%).
| Etniciteit   | Aantal | %    |
| ------------ | ------ | ---- |
| Bulgaren     | 17     | 100% |
| Turken       | -      | -    |
| Roma         | -      | -    |
| Overig       | -      | -    |
| Respondenten | 17     |      |

Bjala Voda · Bliznak · Brasjljan · Evrenozovo · Gramatikovo · Kalovo · Malko Tarnovo · Mladezjko · Slivarovo · Stoilovo · Vizitsa · Zabernovo · Zvezdets